# Filmåret 1903

## Årets filmer
- Alice i Underlandet
- Det stora tågrånet[1]
- Lili
- Onkel Toms stuga
- Sköna Helena

## Födda
- 28 februari – Vincente Minnelli, amerikansk regissör, far till Liza Minnelli.
- 3 mars – Nils Liljeqvist, svensk manusförfattare.
- 21 mars – Ruth Stevens, svensk skådespelare.
- 9 april
  - Mimi Pollak, svensk skådespelare.
  - Anna-Lisa Ryding, svensk skådespelare och sångerska.
- 18 april – Lulu Ziegler, dansk skådespelare, regissör och sångerska.
- 20 april – Dagmar Edqvist, svensk författare och manusförfattare.
- 26 april – Karl-Magnus Thulstrup, svensk skådespelare och sångare.
- 3 maj – Bing Crosby, amerikansk sångare och skådespelare.
- 4 maj – Luther Adler, amerikansk skådespelare.
- 8 maj – Fernandel, fransk skådespelare.
- 18 maj – Nils Jerring, svensk skådespelare och regissör.
- 23 maj – Walter Reisch, österrikisk-amerikansk, manusförfattare, regissör och filmproducent.
- 29 maj – Bob Hope, brittisk-amerikansk komiker, skådespelare.
- 4 juni – Gunnar Odelryd, svensk rekvisitör, filmarkitekt, inspicient och producent.
- 12 juni – Ragnar Brandhild, svensk fotograf, ateljéchef, inspicient och filmproducent.
- 14 juni – Steinar Jøraandstad, norsk skådespelare och sångare.
- 18 juni – Jeanette MacDonald, amerikansk skådespelare.
- 21 juni – Alf Sjöberg, svensk filmregissör.
- 22 juni – Sten Lindgren, svensk skådespelare.
- 10 juli – Astrid Bodin, svensk skådespelare.
- 12 juli – Julius Sjögren, svensk skådespelare.
- 30 juli – Arnold Sjöstrand, svensk skådespelare och regissör.
- 10 augusti – Lasse Krantz, svensk skådespelare, sångare och revyartist.
- 13 september – Claudette Colbert, fransk-amerikansk skådespelare.
- 14 september – Håkan Jahnberg, svensk skådespelare.
- 20 september – Alva Garbo, svensk skådespelare.
- 17 oktober – Gösta Wallenius, svensk textförfattare, kapellmästare, kompositör och arrangör av filmmusik.
- 18 december – Helge Mauritz, svensk skådespelare och sångare.

## Avlidna
- 13 oktober – Ichikawa Danjūrō IX, japansk skådespelare.

### Fotnoter
1. ↑  IMDB, läst 29 februari 2012